# سرکران
سرکران، روستایی از توابع بخش مرکزی شهرستان پاوه در استان کرمانشاه ایران است.

## جمعیت
این روستا در دهستان شمشیر قرار دارد و براساس سرشماری مرکز آمار ایران در سال ۱۳۸۵، جمعیت آن ۲۷۵ نفر (۶۵خانوار) بوده‌است.